# Ogonek
El ogonek (colita en polaco) (˛) es un signo diacrítico en forma de gancho que se coloca en la esquina inferior derecha de las vocales del alfabeto latino. Se utiliza en polaco, lituano, navajo, apache occidental, chiricahua y tutchone. En polaco, navajo, apache occidental y chiricahua indica que la vocal se nasaliza; en lituano indicaba la nasalización de las vocales, aunque en la actualidad representa que las vocales se pronuncian el doble. En navajo se puede combinar con el acento agudo.
El ogonek debe ser casi del mismo tamaño que la parte inferior de letras como la “p” o la “g”. No debe confundirse con la cedilla ( ¸ ) o con la coma utilizada en otros idiomas.
Ejemplo en polaco:
| Wół go pyta: „Panie chrząszczu, Po co pan tak brzęczy w gąszczu?” — Jan Brzechwa, Chrząszcz | Wół go pyta: „Panie chrząszczu, Po co pan tak brzęczy w gąszczu?” — Jan Brzechwa, Chrząszcz | Wół go pyta: „Panie chrząszczu, Po co pan tak brzęczy w gąszczu?” — Jan Brzechwa, Chrząszcz | El buey le pregunta: «Señor escarabajo, ¿Por qué estás zumbando en la espesura?» — Jan Brzechwa, Escarabajo | El buey le pregunta: «Señor escarabajo, ¿Por qué estás zumbando en la espesura?» — Jan Brzechwa, Escarabajo | El buey le pregunta: «Señor escarabajo, ¿Por qué estás zumbando en la espesura?» — Jan Brzechwa, Escarabajo |
| ------------------------------------------------------------------------------------------- | ------------------------------------------------------------------------------------------- | ------------------------------------------------------------------------------------------- | --- | --- | --- |

## Codificación
Los códigos HTML/Unicode para las letras con ogonek son:
| Mayúscula | Mayúscula | Minúscula | Minúscula |
| Letra     | HTML      | Letra     | HTML      |
| --------- | --------- | --------- | --------- |
| Ą         | &#260;    | ą         | &#261;    |
| Ę         | &#280;    | ę         | &#281;    |
| Į         | &#302;    | į         | &#303;    |
| Ǫ         | &#490;    | ǫ         | &#491;    |
| Ų         | &#370;    | ų         | &#371;    |